# Augochloropsis cleopatra
Augochloropsis cleopatra är en biart som först beskrevs av Carlos Schrottky 1902.  Augochloropsis cleopatra ingår i släktet Augochloropsis och familjen vägbin. Inga underarter finns listade.